# Eleição municipal de Paço do Lumiar em 2008
A eleição municipal da cidade brasileira de Paço do Lumiar em 2008 ocorreu em 5 de outubro de 2008. O prefeito era Gilberto Aroso, do DEM, que terminaria seu mandato em 1 de janeiro de 2009. Bia Venâncio, do PDT, foi eleita prefeita de Paço do Lumiar.

## Candidatos
|  | Nº | Candidato(a) a prefeito | Candidato(a) a prefeito                                           | Candidato(a) a vice-prefeito | Candidato(a) a vice-prefeito                        | Coligação |
|  | -- | ----------------------- | ----------------------------------------------------------------- | ---------------------------- | --------------------------------------------------- | --- |
|  | 10 |                         | Inácio Ferreira (PRB) Enivaldo Inácio Ferreira                    |                              | Antera Vaz (PRB) Maria Antera da Silva Vaz          | Sem coligação - Partido Republicano Brasileiro (PRB) |
|  | 12 |                         | Bia Venâncio (PDT) Glorismar Rosa Venâncio                        |                              | Raimundo Filho (PHS) Raimundo Nonato da Silva Filho | Frente Ampla de Oposição - Partido Democrático Trabalhista (PDT) - Partido Humanista da Solidariedade (PHS) - Partido Social Liberal (PSL) - Partido Social Democrata Cristão (PSDC) - Partido Trabalhista Cristão (PTC) - Partido dos Trabalhadores (PT) - Partido Popular Socialista (PPS) - Partido Comunista do Brasil (PCdoB) - Partido Trabalhista do Brasil (PTdoB) - Partido Comunista Brasileiro (PCB) |
|  | 15 |                         | Carmen Aroso (PMDB) Carmen Aroso Cassas                           |                              | Fred Campos (DEM) Frederico de Abreu Silva Campos   | A Força do Paço - Partido do Movimento Democrático Brasileiro (PMDB) - Democratas (DEM) - Partido da República (PR) - Partido Trabalhista Brasileiro (PTB) - Partido Verde (PV) - Partido da Mobilização Nacional (PMN) - Partido Social Cristão (PSC) |
|  | 19 |                         | Frank Fonseca (PTN) Frankvaldo Cruz da Fonseca                    |                              | Silos Carvalho (PTN) Domingos Silos Carvalho Alves  | Sem coligação - Partido Trabalhista Nacional (PTN) |
|  | 45 |                         | Professor Josemar (PSDB) Josemar Sobreiro Oliveira                |                              | Neto (PSDB) Crescencio Costa Neto                   | A Força do Povo - Partido da Social Democracia Brasileira (PSDB) - Partido Republicano Progressista (PRP) - Partido Progressista (PP) - Partido Renovador Trabalhista Brasileiro (PRTB) - Partido Socialista Brasileiro (PSB) |
|  | 50 |                         | Professora Socorro (PSOL) Maria do Perpétuo Socorro Silva Pereira |                              | Dra. Luciana (PSOL) Luciana Rabelo Pinheiro         | Sem coligação - Partido Socialismo e Liberdade (PSOL) |

## Resultado da eleição para prefeito
| Bia Venâncio (PDT)        | Raimundo Filho (PHS)    | 12.792 | 32,62%  |
| Josemar Sobreiro (PSDB)   | Neto (PSDB)             | 11.001 | 28,06%  |
| Carmen Aroso (PMDB)       | Fred Campos (DEM)       | 10.564 | 26,94%  |
| Inácio Ferreira (PRB)     | Antera Vaz (PRB)        | 2.515  | 6,41%   |
| Frank Fonseca (PTN)       | Silos Carvalho (PTN)    | 2.054  | 5,24%   |
| Professora Socorro (PSOL) | Dra. Luciana (PSOL)     | 287    | 0,73%   |
| Total de votos válidos    | Total de votos válidos  | 39.214 | 100,00% |
| Votos apurados            |                         |        |         |
| Votos válidos             | Votos válidos           | 39.214 | 93,41%  |
| Votos em branco           | Votos em branco         | 1.003  | 2,39%   |
| Votos nulos               | Votos nulos             | 1.762  | 4,20%   |
| Total de votos apurados   | Total de votos apurados | 41.979 | 100,00% |
| Eleitores                 |                         |        |         |
| Comparecimento            | Comparecimento          | 41.979 | 84,71%  |
| Abstenções                | Abstenções              | 7.577  | 15,29%  |
| Total de eleitores        | Total de eleitores      | 49.556 | 100,00% |
| Total de seções: 166      |                         |        |         |